# Aeroportul Innisfail
Aeroportul Innisfail (IATA: IFL, ICAO: YIFL) este un aeroport din Queensland, Australia.
Situat la o altitudine de 17 m, aeroportul dispune de o singură pistă. Este operat de Cassowary Coast Region⁠(d).